# Bedford QLD

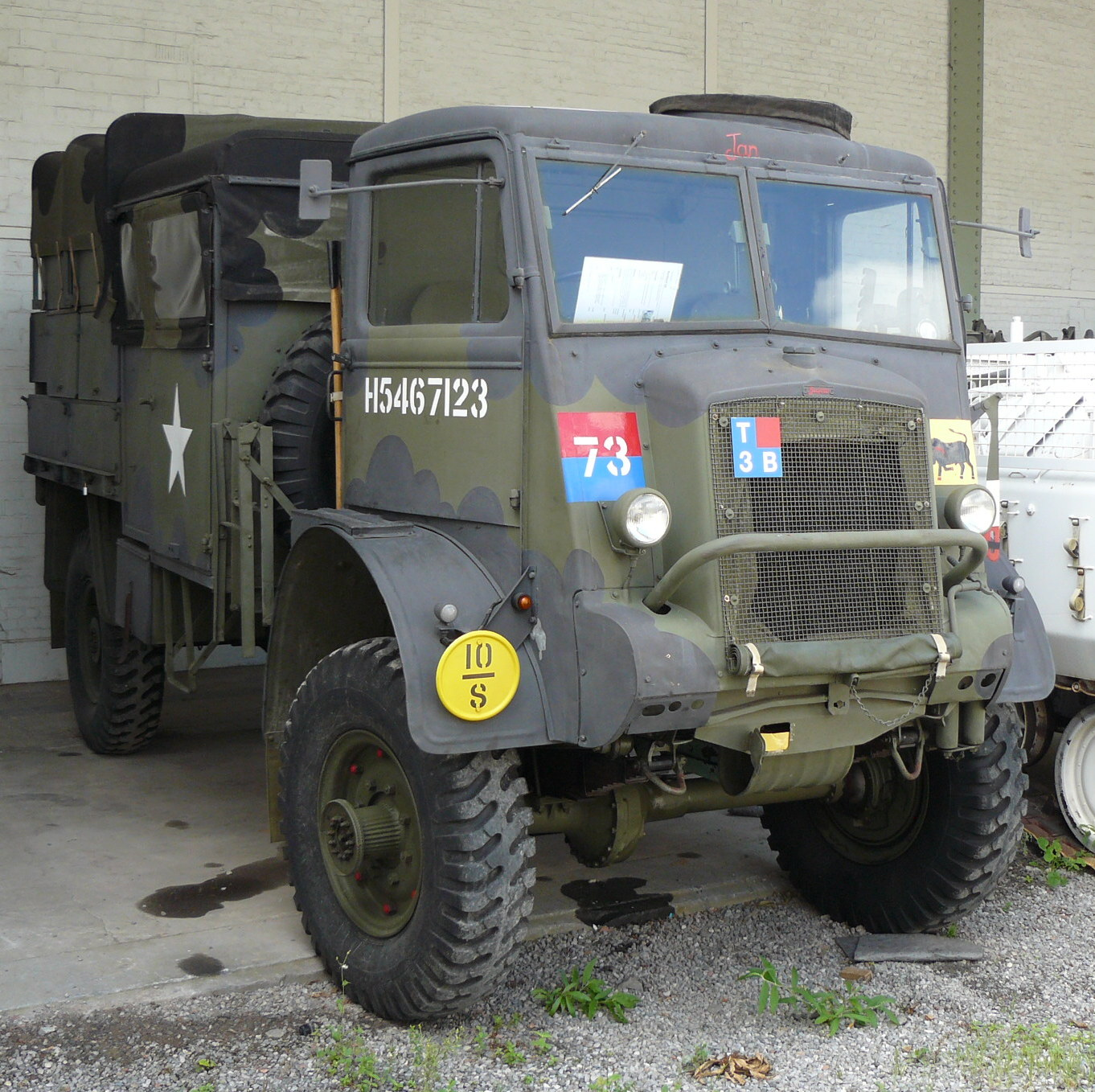
Bedford QLB

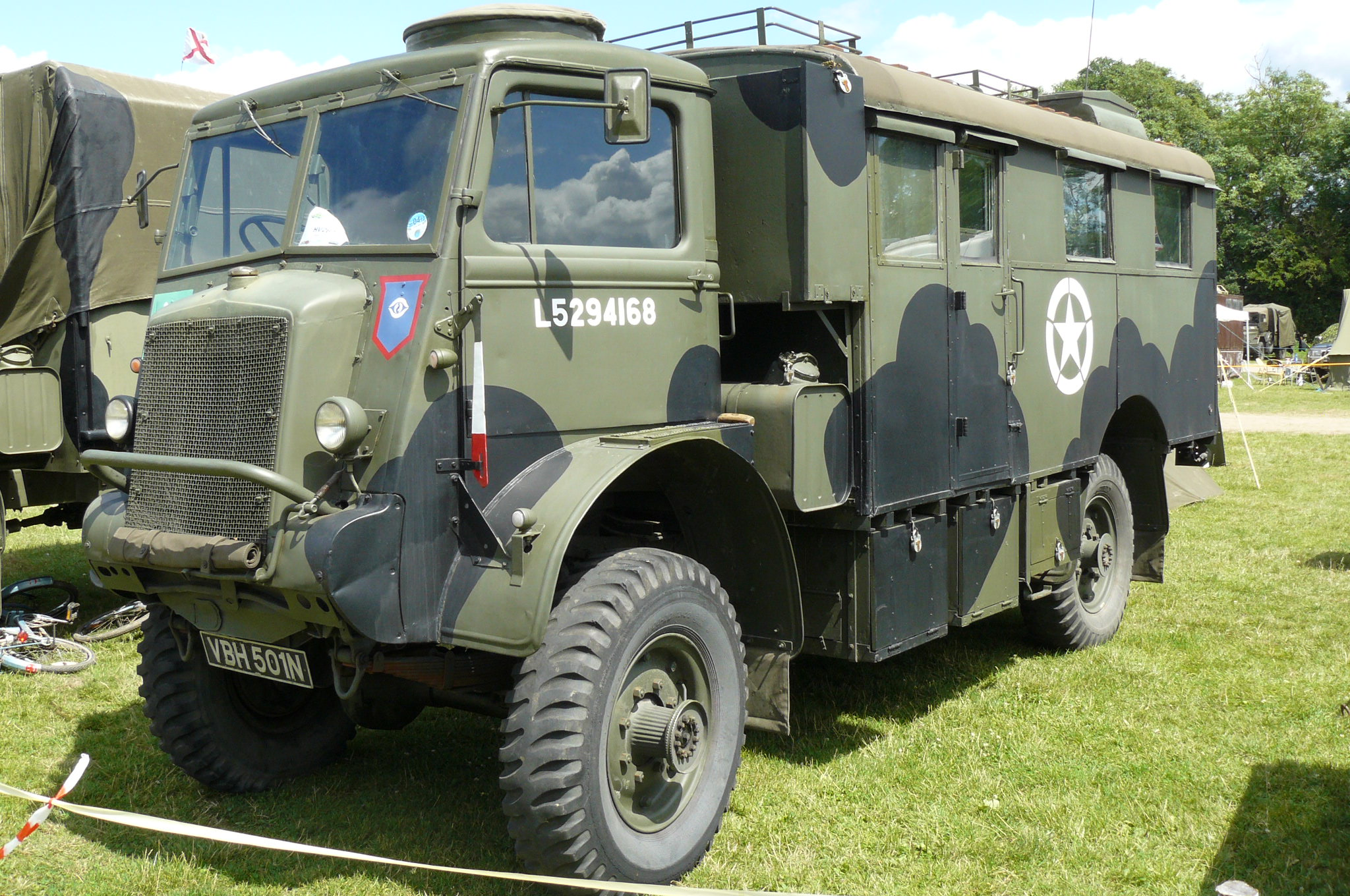
Bedford QLR, radiowagen met 'Mickey Mouse' camouflage patroon

De Bedford QLD was een vrachtwagen voor algemeen gebruik geproduceerd door de Engelse vrachtwagenproducent Bedford Vehicles voor de Britse krijgsmacht in de Tweede Wereldoorlog.

## Geschiedenis
Bedford was een dochterbedrijf van Vauxhall Motors. Het Amerikaanse automobielbedrijf General Motors was weer de eigenaar van Vauxhaul. In de jaren twintig exporteerde General Motors vrachtwagens naar Engeland, maar besloot in 1929 de vrachtwagens ter plaatse te assembleren. Dit gebeurde in de Engelse plaats Luton, gelegen in het graafschap Bedfordshire. In de loop van de jaren dertig begon Bedford met de eigen ontwikkeling van vrachtwagens.
In de aanloop van de Tweede Wereldoorlog was Bedford gestart met het ontwerp van vrachtwagens voor de krijgsmacht. In 1939 kreeg de fabriek toestemming voor de ontwikkeling van een vrachtwagen met een laadvermogen van 3 ton. Op 8 februari 1940 werd de eerste order geplaatst voor 4272 exemplaren tegen een gemiddelde prijs van iets meer dan 400 Pond.

## Beschrijving
De Bedford QLD had een frontstuurcabine. De motor was een zescilinder benzinemotor met een cilinderinhoud van 3,5 liter. Deze motor had een vermogen van 72 pk bij 3000 toeren per minuut. Het voertuig had standaard alleen aandrijving op de achterwielen (4x2), maar in terrein konden de voorwielen ook worden bijgeschakeld (4x4). Dit had als belangrijk voordeel dat er minder slijtage van de banden en de versnellingsbak optrad. Het laadgedeelte had een metalen vloer en kon worden afgeschermd met een canvas dak. De twee tanks hadden een totale capaciteit van 127 liter brandstof. Het reservewiel en de brandstoftanks waren direct achter de bestuurderscabine geplaatst. Van deze versie zijn ongeveer 25.700 exemplaren gebouwd, ofwel de helft van het totaal.
Van het voertuig zijn diverse versies in productie genomen. De meest bekende zijn de
- Bedford QLB – een artillerietrekker voor de 40mm-Bofors luchtafweergeschut. Het laadgedeelte bood ruimte voor de bemanning van zeven personen, 96 stuks munitie, een reserveloop en verdere uitrusting. Het voertuig was ook uitgerust met een lier om bij het plaatsen van het geschut te helpen;
- Bedford QLC – dit voertuig werd afgeleverd met alleen een bestuurderscabine; de laadruimte was open en kon vrij worden ingedeeld naar de behoefte. Een van de toepassingen was die van trekker van een 5 ton aanhangwagen. De aanhangwagen kreeg een vast bevestigingspunt precies boven de achterwielen, de achtervering werd hiervoor verstevigd. De remmen werden ook verbeterd vanwege de extra 3 ton lading ten opzichte van de standaard QLD. Van de trekkerversie werd de wielbasis niet ingekort, door deze opstelling bleef een grote ruimte over tussen de bestuurderscabine en de aanhangwagen; deze werd opgevuld met een laadkist met een laadvermogen van 1 ton. De totale laadcapaciteit werd hiermee verhoogd tot zes ton en het totaal gewicht van de combinatie kwam daarmee uit op circa 11 ton;
- Bedford QLR – deze versie had een cabine voor radioverkeer op de plaats van de laadvloer. Deze cabine kon voor andere doeleinden worden aangepast als mobiel kantoor, keuken enzovoorts;
- Bedford QLT – dit was een verlengde versie van de QLD, voor het vervoer van manschappen. Het voertuig bood plaats aan 29 soldaten. Om de laadruimte te verlengen werd de benzinetank en reservewiel onder het chassis geplaatst;
- Bedford QLW – een kiepwagen met lier. Dit voertuig kwam pas in 1945 in productie en was in feite een variant van de QLB.

Verder zijn er nog brandweer- en tankwagens gemaakt.
Een heel speciale versie was de Cockatrice, een licht gepantserde Bedford QL met vlammenwerper. De eerste voertuigen kwamen in 1941 in gebruik; ze werden vooral ingezet bij de beveiliging van vliegvelden. Naast de vlammenwerper, met een bereik van bijna 100 meter, was de Cockatrice uitgerust met twee lichte machinegeweren. In totaal zijn er slechts 60 exemplaren van gebouwd.
Tijdens de oorlog zijn 52.248 exemplaren van dit voertuig gebouwd.
| Versie | 1940 | 1941 | 1942   | 1943   | 1944   | 1945   | Totaal |
| ------ | ---- | ---- | ------ | ------ | ------ | ------ | ------ |
| QLB    | 0    | 1269 | 774    | 1859   | 816    | 782    | 5500   |
| QLC    | 0    | 1914 | 2347   | 902    | 404    | 1374   | 6941   |
| QLD    | 3    | 2224 | 4446   | 6666   | 7318   | 5047   | 25.704 |
| QLR    | 0    | 766  | 2174   | 2406   | 1698   | 1739   | 8783   |
| QLT    | 0    | 54   | 1191   | 346    | 1545   | 273    | 3373   |
| QLW    | 0    | 0    | 0      | 0      | 0      | 1947   | 1947   |
| Totaal | 3    | 6227 | 10.932 | 12.179 | 11.781 | 11.126 | 52.248 |

## Inzet
Het Britse leger heeft het voertuig vooral ingezet als vrachtwagen voor algemeen gebruik. In de strijd in Noord-Afrika is het voertuig ook nog uitgerust geweest met een 6-ponder antitankkanon. Sommige exemplaren zijn gebruikt als brandstoftanker door de Britse luchtmacht.
Na de Tweede Wereldoorlog heeft het Britse leger het voertuig nog gebruikt tijdens de 
Koreaoorlog. Pas aan het begin van de jaren zestig nam het leger afscheid van het voertuig.

## Naslagwerk
- (en)  Chris Bishop, The Encyclopedia of Weapons of WW II, Sterling Publishing Company, 2002, pp.97-98